# 손수경
손수경(영어: Sue Son, 1985년 1월 27일 ~ )은 대한민국의 바이올리니스트이다.